# Kaposújlak
Kaposújlak község Somogy vármegyében, a Kaposvári járásban.

## Fekvése
A megyeszékhelytől alig 5 kilométerre található falut a Kapos folyó szeli ketté. Déli részén emelkedik a Zselic, amelynek erősen agyagos földjét erdők és szőlők borítják.
Négy falurészből áll: a legrégebbi az úgynevezett belső falu, a második a község melletti dombon található Szarkavár, mely a nevét feltehetően a korábban itt állt Szarkaberki településről kaphatta. A harmadik rész 1848 után, a negyedik pedig az 1945-ös földosztást követően alakult ki.
A közelmúltban két új utca is nyílt a nyugati részen, ahol modern építésű családi házak és még beépítetlen telkek találhatók. A község a jó infrastruktúrája és központi szerepe révén kitűnő helyet nyújt a vállalkozások számára. A főút két oldalán egymás mellett épülnek a helyieket is foglalkoztató cégek, vállalatok.
A közvetlenül szomszédos települései: észak felől Juta, kelet felől Kaposvár, dél felől Kaposszerdahely, nyugat felől pedig Kaposmérő.

### Megközelítése
Központján kelet–nyugati irányban keresztülhalad a 610-es főút, ez a legfontosabb közúti elérési útvonala. Az ország távolabbi részei felől a 61-es főúton közelíthető meg a legegyszerűbben, ez viszont a belterületét északról elkerüli. 
A hazai vasútvonalak közül a Dombóvár–Gyékényes-vasútvonal érinti, melynek egy megállási pontja van a határai között, Kaposújlak megállóhely a központ északi részén helyezkedik el, a 610-es főút vasúti keresztezése mellett; közúti elérését a 66 142-es számú mellékút biztosítja.
Kitűnő adottságainak köszönhetően repülőtérrel is rendelkezik, az északi (jutai) határában.

## Története
A község mai területén a késői rézkorból, a bronzkorból és a vaskor kezdeti szakaszából származó leleteket, valamint népvándorláskori településnyomok (lakógödrök) nyomait találták meg.
Kaposújlak (akkor: Újlak) neve először 1276-ban jelent meg a honfoglaló Bő nemzetség birtokai között. Nevének eredetére két magyarázat létezik: vagy a földbirtokos család, az Újlakiak nevéből származik, vagy a ma Kaposvár területén található Ólaki-dűlő lakossága vándorolt át ide, és ezért nevezték el Újlaknak. Az 1536. évi adólajstromban neve Wylak alakban fordult elő. A 15. század közepén Újlaki Lőrinc vára állt a szarkavári dombon, mely a török megszállás alatt elpusztult. Az 1536. évi adólajstromban neve Wylak alakban írva fordult elő. 1598–99-ben Tahy István volt a földesura. Az 1600. évi pannonhalmi dézsmaváltságjegyzék szerint Csobánc várának tartozéka volt. 1678-ban Jankovics Péter itteni birtokait elzálogosította Matula Péter kapronczai vajdának. 1715-ben 12 háztartást írtak benne össze s ekkor az Igmándy családé, 1726–33-ban Jankovics Istváné volt. 1767-ben báró Pongrácz János özvegye, szül. Jankovics Krisztina, volt az ura. E házasság révén a falu a báró Pongrácz család birtokába került. Az utóbbitól 1824-ben gróf Somssich Pongrácz vette meg.
Portáinak száma a 16. és 17. században 5 és 12 között váltakozott, az 1784 és 1787 közötti népszámlálás során már 257-en éltek Újlakon.
1945-ben 750 hold szántó, rét, legelő és szőlő került kiosztásra. A település 1951-ig a Kaposmérő székhelyű körjegyzőség részét képezte, de ekkor megalakult önálló tanácsa. 1960-ban alakult meg a helyi termelőszövetkezet, ez 1964-ben egyesült a mérőivel. 1966-ban a falu ismét társközség lett. Eltartóképessége az 1950-es években nagy mértékben visszaesett, amikor pedig az 1970-es években megszűnt az iskola, mélypontra jutott. Az 1990-es rendszerváltás  során ismét önállóvá vált a település, és gyors fejlődésnek is indult: bevezették a gázt, járdákat és kerékpárutat építettek, az ökumenikus haranglábon kívül pedig felújítottak több közintézményt és a villamosenergia-szolgáltatást is. 2000 után a nyugati faluszélen az addigi mezőgazdasági terület helyén két új utcát nyitva közművesített építési telkeket hoztak létre, amelyek a következő években be is épültek házakkal. 2008-ban épült meg a katolikus templom, 2014-ben pedig kibővítették és felújították a művelődési házat.

## Közélete

### Polgármesterei
- 1990–1994: Dr. Király István (független)[4]
- 1994–1998: Szántó János (MSZP)[5]
- 1998–2002: Rózsás Gyula (független)[6]
- 2002–2006: Rózsás Gyula (független)[7]
- 2006–2010: Rózsás Gyula (független)[8]
- 2010–2014: Rózsás Gyula (független)[9]
- 2014–2019: Csabai Tamás (független)[10]
- 2019–2024: Csabai Tamás (független)[11]
- 2024– : Vajda Jenő (független)[1]

## Népesség
A település népességének változása:
| Lakosok száma | 748  | 745  | 737  | 748  | 731  | 729  | 792  |
|               | 2013 | 2014 | 2015 | 2021 | 2022 | 2023 | 2024 |

A 2011-es népszámlálás során a lakosok 86,4%-a magyarnak, 0,5% cigánynak, 0,5% horvátnak, 0,5% németnek mondta magát (13,6% nem nyilatkozott; a kettős identitások miatt a végösszeg nagyobb lehet 100%-nál). A vallási megoszlás a következő volt: római katolikus 42,9%, református 6,5%, evangélikus 0,8%, felekezet nélküli 16,7% (29,7% nem nyilatkozott).
2022-ben a lakosság 94,3%-a vallotta magát magyarnak, 0,5% örménynek, 0,5% németnek, 0,5% cigánynak, 2,6% egyéb, nem hazai nemzetiségűnek (5,7% nem nyilatkozott; a kettős identitások miatt a végösszeg nagyobb lehet 100%-nál). Vallásuk szerint 31,5% volt római katolikus, 7,1% református, 1,4% evangélikus, 0,4% görög katolikus, 1,4% egyéb keresztény, 1,1% egyéb katolikus, 19,8% felekezeten kívüli (36,7% nem válaszolt).

## Nevezetességei
- Somssich-kastély

## Érdekességek
- A Somssich-kastélyban és környékén forgatták a Szevasz, Vera! című játékfilm jeleneteinek egy részét, a kastély helyi elnevezése, a Szarkavár többször el is hangzik a filmben.

## Képek

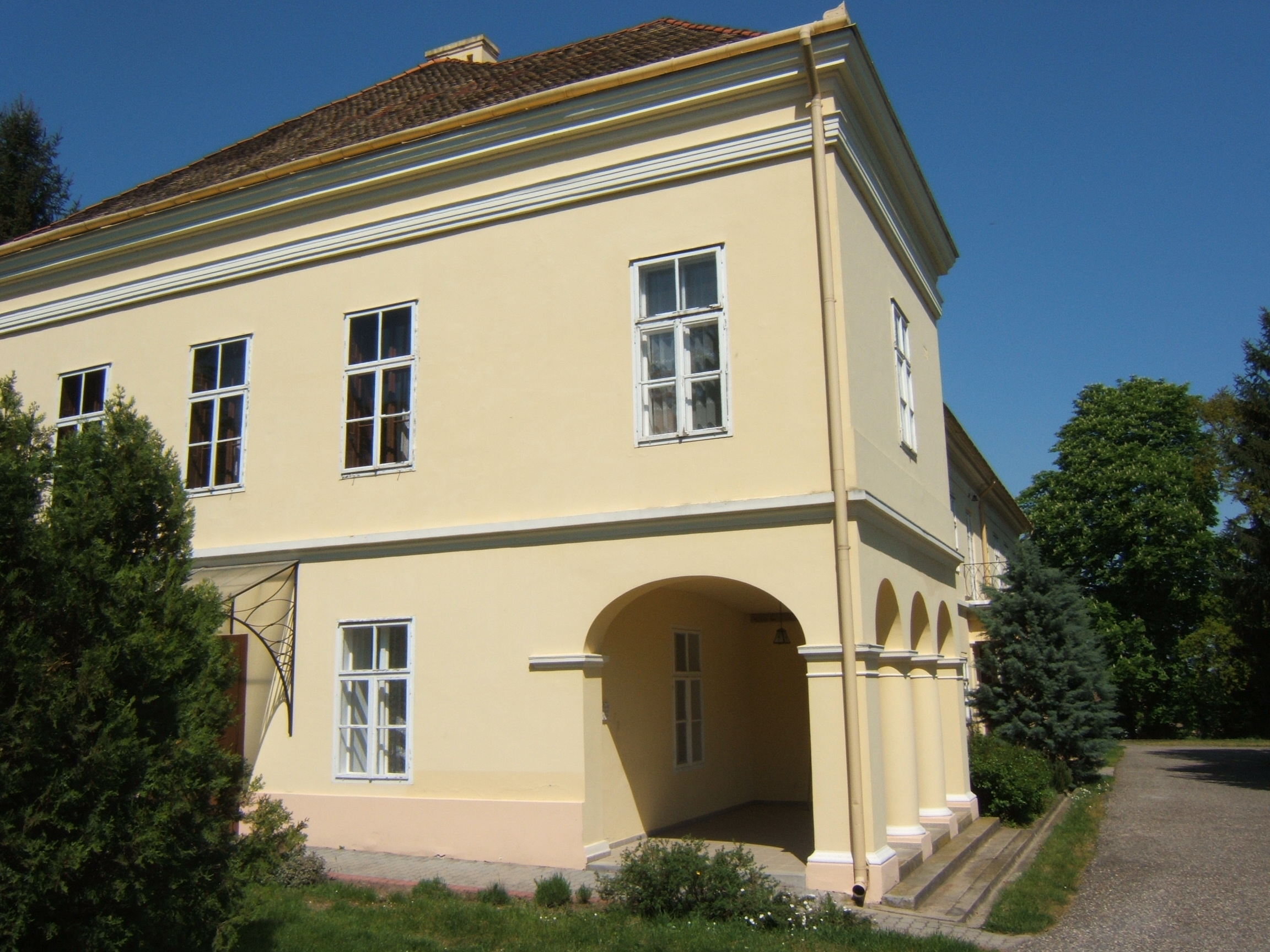
A szarkavári Somssich-kastély
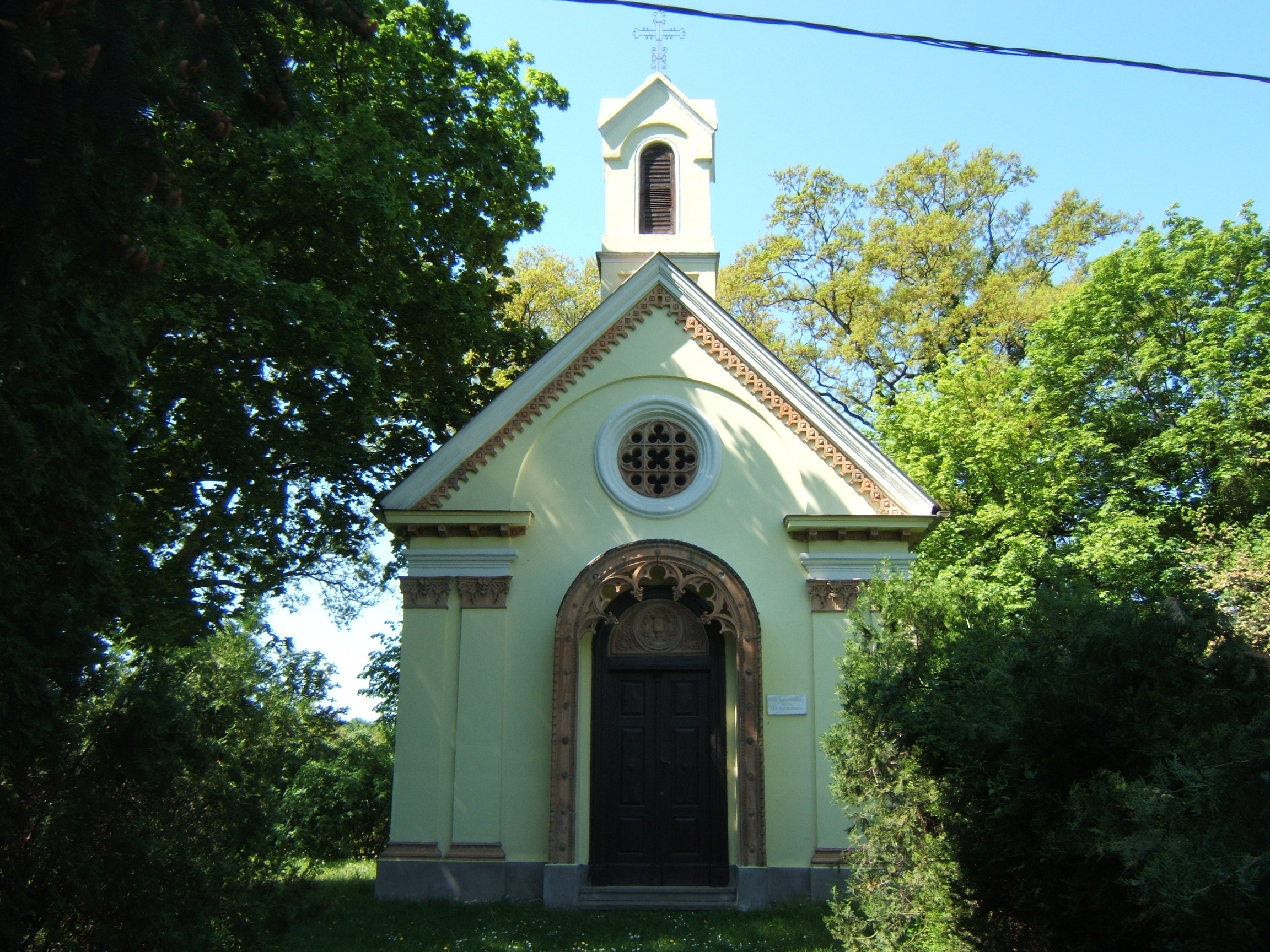
A kastély kápolnája